# Las Casas de Nuevo
Las Casas de Nuevo es una localidad española perteneciente al municipio de Lupiñén-Ortilla, en la Hoya de Huesca, provincia de Huesca (Aragón).

## Monumentos
- Iglesia de San Salvador[1]